# Hammarby landskommun, Södermanlands län
Hammarby landskommun var en tidigare kommun i Södermanlands län.

## Administrativ historik
Kommunen inrättades i Hammarby socken i Österrekarne härad i Södermanland när 1862 års kommunalförordningar började gälla den 1 januari 1863.
Vid kommunreformen 1952 uppgick den i storkommunen Kafjärdens landskommun som upplöstes med utgången av år 1970, då området tillfördes Eskilstuna kommun.